# Коппель, Кайдо
Кайдо Коппель (эст. Kaido Koppel; 9 мая 1988, Элва, Тартуский район, Эстонская ССР, СССР, ныне Тартумаа, Эстония) — эстонский футболист, вратарь, тренер. С 2018 по 2021 год возглавлял клуб «Таммека».

## Биография
Воспитанник футбольного клуба «Элва». Взрослую карьеру начал в 2004 году в его резервных командах в низших лигах. Также в 2005 году играл за юношескую команду таллинской «Флоры».
В ходе сезона 2007 года перешёл в «Тулевик» (Вильянди), в его составе дебютировал в высшей лиге Эстонии 11 августа 2007 года в игре против таллинского «Калева». Провёл три сезона в «Тулевике», затем два сезона — в «Пайде ЛМ», где не был регулярным игроком основы, и один год в «Нымме Калью», где играл только за дубль. В 2013 году сыграл 25 матчей в составе «Таммеки» (Тарту). В конце карьеры выступал за любительские клубы низших лиг.
Всего в высшем дивизионе Эстонии сыграл 62 матча.
В середине 2010-х годов начал тренерскую работу в «Элве». В 2017 году ассистировал Марио Ханси в «Таммеке». В начале 2018 года назначен главным тренером «Таммеки». По итогам августа 2018 года признан лучшим тренером месяца в эстонской лиге. В начале 2019 года контракт с ним был продлён ещё на год.